# Insar
Insar – miasto w Rosji, w Mordowii, 77 km na południowy zachód od Sarańska. W 2009 liczyło 8 565 mieszkańców.